# Nomada montezumia
Nomada montezumia là một loài Hymenoptera trong họ Apidae. Loài này được Smith mô tả khoa học năm 1879.